# Беловац
Беловац (серб. Бјеловац / Bjelovac) — село в общине Братунац Республики Сербской Боснии и Герцеговины. Население составляет 216 человек по переписи 2013 года.

## История
Село стало печально известным после кровавой резни, прогремевшей 14 декабря 1992 и устроенной мусульманскими боевиками Насера Орича. От рук боевиков в селе погибло 68 сербов.

## Население[4]
По данным на 1991 год, в селе проживали 290 человек, из них 231 — сербы, 59 — бошняки.